# Безводные Прудищи
Безво́дные Пруди́щи — упразднённое село в Сасовском районе Рязанской области России.
Входит в состав Глядковского сельского поселения.

## Географическое положение
Село находилось в северной части Сасовского района, в 22 км к северу от райцентра на реке Ежачке.

## Природа

#### Климат
Климат умеренно континентальный с умеренно жарким летом (средняя температура июля +19 °С) и относительно холодной зимой (средняя температура января –11 °С). Осадков выпадает около 600 мм в год.

## История
С 1861 г. деревня Безводное Прудище входила в Нестеровскую волость Елатомского уезда Тамбовской губернии.
С 2004 г. и до настоящего времени село входит в состав Глядковского сельского поселения.
До этого момента входило в Огарёво-Почковский сельский округ.

## Население
| 1981 | 2010 |
| ---- | ---- |
| 50   | ↘0   |